# Masala (zespół muzyczny)
Masala – polski kolektyw muzyczny grający muzykę fuzyjną określaną przez siebie jako elektro-etno-punk-hip-hop. Powstał latem 2002, inspiracją było jedno ze spotkań promujących książkę Maxa Cegielskiego pt. Masala, na którym zagrał on kilka płyt z taneczną muzyką przywiezioną z Indii.
Występują jako skład koncertowy oraz jako sound system. Zagrali m.in. na Przystanku Woodstock w Kostrzynie nad Odrą w 2007 i kilkukrotnie na festiwalu Heineken Open'er w Gdyni.
Skład zespołu często ulegał przemianom.

## Dyskografia
- Praczas & Like Orient (2003, EP)
- Long play (2004)[1]
- Across the Wilderness (2005, EP)[2]
- Obywatele IV Świata (2007, EP)[3]
- Cały ten świat (2008)[4]
- Inny świat (Remix Album) (2011)[5]
- In Broken English (By Popular Demand) (2014)[6]
- POL:KUL:TUR (2014, EP)[7]
- Unfairy Tales (2015, EP)[8]
- Ziemia Na Sprzedaż (2016)

Kompilacje różnych wykonawców
- Warszawa. Tribute to Joy Division (2007)[9]